# Hedyosmum translucidum
Hedyosmum translucidum är en tvåhjärtbladig växtart som beskrevs av José Cuatrecasas. Hedyosmum translucidum ingår i släktet Hedyosmum och familjen Chloranthaceae. Inga underarter finns listade i Catalogue of Life.